# Ђенцано ди Луканија
Ђенцано ди Луканија (итал. Genzano di Lucania) је насеље у Италији у округу Потенца, региону Базиликата.
Према процени из 2011. у насељу је живело 5736 становника. Насеље се налази на надморској висини од 595 м.

## Становништво
| 1951. | 1961. | 1971. | 1981. | 1991. | 2001. | 2011. |
| ----- | ----- | ----- | ----- | ----- | ----- | ----- |
| 8.389 | 7.921 | 6.511 | 6.661 | 6.330 | 6.115 | 5.915 |